# تفجير لاهور 2017
في يوم الإثنين 13 فبراير 2017 وقع تفجير بسبب عبوة ناسفة زرعت على إحدى الدراجات النارية في مدينة لاهور الباكستانية في شارع "مال رود وأسفر الانفجار عن مقتل ما لا يقل عن 30 شخصاً من بينهم ضابط في شرطة المرور، وجرح 82 آخرين على الأقل، بينهم شرطيون وعاملون في وسائل الإعلام إضافة إلى إلحاق أضرار مادية بعدد من الممتلكات وتعتقد الشرطة أن التفجير كان بسبب انتحاري.

## الحادثة
ووقع الانفجار في شارع مال رود أحد الشوارع الرئيسية في مدينة لاهور، والذي عادة ما تنظم فيه الأنشطة السياسية والمظاهرات. كانت تظاهرة احتجاجية تجري بالقرب من المجلس النيابي لإقليم البنجاب نُظمت من قبل مجموعة كبيرة من الصيادلة ومصنعي الدواء أمام الجمعية العمومية لبنجاب اعتراضًا على حملة الحكومة المحلية ضد بيع الأدوية غير القانونية، وشهد مكان الاحتجاج حضورا كبيرًا من قوات إنفاذ القانون، وعند نهاية التظاهرة وقع الهجوم. باشرت الشرطة الباكستانية التحقيق في ملابسات الانفجار، مرجحة بحسب تقرير أولي أن الانفجار ناجم عن عبوة ناسفة زرعت على دراجة نارية، لكنها لم تستبعد فرضية أن يكون نفذه مهاجم انتحاري. في وقت لاحق أعلن فصيل جماعة الأحرارالباكستاني مسؤوليته عن التفجير.

## ردود الفعل

### المحلية
أعرب الرئيس ممنون حسين عن تعازيه لعائلات الضحايا، وأكد بأن الشعب يقف متحدا إلى جانب القوات المسلحة الباكستانية لاستئصال الإرهابيين من البلاد بشكل تام، وأصدر توجيهاته إلى الجهات المعنية بتوفير كافة التسهيلات الطبية للمصابين.

### الدولية
- السعودية:أكد مصدر مسؤول بوزارة الخارجية تضامن المملكة ووقوفها إلى جانب جمهورية باكستان الإسلامية، مقدماً العزاء لذوي الضحايا وللشقيقة باكستان حكومة وشعبًا.[4]
- فرنسا:أكدت وزارة الخارجية الفرنسية في بيان لها تأكيد عزم باريس الثابت على الوقوف إلى جانب باكستان في مواجهه آفه الإرهاب.[5]
- تركيا:شددت الخارجية على مواصلة تركيا الوقوف إلى جانب باكستان ضد الهجمات الإرهابية ومحاربتها للإرهاب.[6]
- البحرين:أكد وزارة الخارجية البحرينية وقوف البحرين وتضامنها مع باكستان في مواجهة العنف والإرهاب والتطرف وتأييدها فيما تتخذه من تدابير لإرساء الأمن وتثبيت الاستقرار.[7]
- إيران:وأعرب المتحدث باسم الخارجية الإيرانية بهرام قاسمي عن تعازيه لباكستان حكومة وشعبا ولاسر ضحايا الهجوم الإرهابي، قائلا ان الجمهورية الإسلامية ستظل تقف مع باكستان في المعركة ضد الإرهاب.[8]